# Куп пет нација 1966.
Куп пет нација 1966. (службени назив: 1966 Five Nations Championship) је било 72. издање овог најелитнијег репрезентативног рагби такмичења Старог континента. а 37. издање Купа пет нација.
Титулу је освојио Велс.

## Такмичење
Шкотска - Француска 3-3
Енглеска - Велс 6-11
Француска - Ирска 11-6
Велс - Шкотска 8-3
Енглеска - Ирска 6-6
Француска - Енглеска 13-0
Ирска - Шкотска 3-11
Ирска - Велс 9-6
Шкотска - Енглеска 6-3
Велс - Француска 9-8

## Табела
|   | Селекција                      | ИГ | Д | Н | И | ПД | ПП | ПР  | Б |  |
| - | ------------------------------ | -- | - | - | - | -- | -- | --- | - |  |
| 1 | Рагби репрезентација Велса     | 4  | 3 | 0 | 1 | 34 | 26 | +8  | 6 |  |
| 2 | Рагби репрезентација Француске | 4  | 2 | 1 | 1 | 35 | 18 | +17 | 5 |  |
| 2 | Рагби репрезентација Шкотске   | 4  | 2 | 1 | 1 | 23 | 17 | +6  | 5 |  |
| 4 | Рагби репрезентација Ирске     | 4  | 1 | 1 | 2 | 24 | 34 | -10 | 3 |  |
| 5 | Рагби репрезентација Енглеске  | 4  | 0 | 1 | 3 | 15 | 36 | -21 | 1 |  |